# Glyptoscelis albicans
Glyptoscelis albicans är en skalbaggsart som beskrevs av Joseph Sugar Baly 1865. Glyptoscelis albicans ingår i släktet Glyptoscelis och familjen bladbaggar. Inga underarter finns listade i Catalogue of Life.